# Vejti
Vejti (kroatisch Vejtiba) ist eine ungarische Gemeinde im Kreis Sellye im Komitat Baranya. Sie liegt zwei Kilometer nördlich des Flusses Drau, der die Grenze zu Kroatien bildet.

## Sehenswürdigkeiten
- Reformierte Kirche
- Römisch-katholische Kirche Szűz Mária Szent neve, erbaut 1879

## Verkehr
Durch Vejti verläuft die Landstraße Nr. 5821. Der nächstgelegene Bahnhof befindet sich nordwestlich in Sellye.